# モットー。/光
「モットー。/光」は、日本のシンガーソングライター・阿部真央の6枚目のシングル。2011年5月18日にポニーキャニオンから発売された。

## 概要
前作「19歳の唄」から約6か月振りのシングルで、「伝えたいこと/I wanna see you」以来となる両A面シングル。
「モットー。」は、"ありのままでいいんだ、そこで勝負しようよ"というメッセージが込められた応援歌となっている。この曲はオフィシャルモバイルファンクラブ「あべまにあ」内で、2010年12月にCD未発売の楽曲として発表され、mixi日記に書かれたキーワードを入力する事で試聴ができた。なお、その時のタイトルは「モットー」と、句点は付いていなかった。
「光」は、東日本大震災の影響を受け、急遽書き下ろされたミディアム・バラードである。
カップリングには、2010年末に行われた全国ツアー「阿部真央らいぶNo.2」から、12月6日のZepp Tokyo公演の音源を5曲収録。ライブ音源が収録されるのは自身初となる。
ジャケットは、阿部の目の部分にリボンの形をしたモザイクがかかっている。3枚目のアルバム「素。」では、モザイクの外れた写真が使われている。

## 収録曲
| 全作詞・作曲: 阿部真央。 | |          |            |                    |
| #                        | タイトル | 作詞     | 作曲・編曲 | 編曲家             |
| 1.                       | 「モットー。」 | 阿部真央 | 阿部真央   | 小森雄壱、安藤正和 |
| 2.                       | 「光」 | 阿部真央 | 阿部真央   | 根岸孝旨           |
| 3.                       | 「Songs from 「阿部真央らいぶNo.2」 @ Zepp Tokyo (2010.12.06) 1. want you DARLING 2. わかるの 3. morning 4. 伝えたいこと 5. ロンリー」 | 阿部真央 | 阿部真央   |                    |